# Веровка (Фёдоровский район)
Веровка (баш. Веровка) — упразднённая деревня в Фёдоровском районе Башкортостана. Находилась на территории современного Пугачёвского сельсовета.

## География
Веровка стояла на реке Сухайля, в её верховьях. Наталия Васильевна Наседкина писала: «Рядом с русской Веровкой были деревни — башкирская Юрматы и украинская (названия не помню), но жили украинцы и в Веровке. Дети из этих деревень вместе играли, поэтому знали все три языка».
Расстояние, согласно данным на 1 июня 1952 года, до:
- районного центра (Фёдоровка): 40 км,
- ближайшей ж/д станции (Мелеуз): 25 км.

До Юрматов расстояние было 4 км.

## История
До прихода Советской власти деревня Веровка находилась на территории Стерлитамакского уезда Уфимской губернии.
На 1953 год Веровка возглавляла Пугачёвский сельсовет Фёдоровского района.
К 1 января 1969 года Пугачёвский сельсовет уже возглавляло село Юрматы
В 1960-е годы в связи с укрупнением Пугачёвского совхоза деревню ликвидировали.
К 1 июля 1972 года Веровки не существовало.

## Население
На 1 января 1969 года проживали 56 человек; преимущественно русские.

## Известные жители и уроженцы
Здесь, «на Южном Урале» родился в 1895 году и вырос Василий Наседкин, поэт, современник и друг Сергея Есенина. Василий Наседкин был женат на сестре Есенина — Екатерине. По местным преданиям, Есенин приезжал в гости в Веровку.
23.8.1937 в деревне родился Геннадий Петрович Вдовыкин, доктор геолого-минералогических наук (1976), профессор (2001), лауреат премии им. В. И. Вернадского (1969).

## Достопримечательности
В 0,3 км к юго-западу от д. Веровка	находится памятник археологии Веровские I курганы (АКБ № 1371,	ПСМ БАССР № 188 от 22.03.1961 г.), в 1,5 км на юг от д. Веровка, на сырте, близ Таймасовского поля расположены Веровские II курганы (АКБ № 1372,	ПСМ БАССР № 188 от 22.03.1961 г.).

## Транспорт
Проходила дорога из ближнего села Михайловка до Мелеуза